# Gararu
Gararu é um município brasileiro do estado de Sergipe.

## História
Chamava-se Curral de Pedras, topônimo advindo de currais construídos de pedras, abundantes na região.
Seu território pertencera ao Morgado de Porto da Folha e teve como primeiro proprietário Tomé da Rocha Malheiros.
A invasão holandesa em Sergipe favoreceu a penetração do território que refugiou na serra da Tabanga, colonos portugueses, onde em época coeva ainda existe o esconderijo "Buraco de Maria Pereira", mulher que se tornou epônima.
Expulsos os batavos, o cacique Gararu e sua tribo ocuparam a região fixando-se na desembocadura do riacho do mesmo nome, no rio São Francisco, os quais possivelmente, foram catequizados pelos jesuítas da missão da Ilha de São Pedro.
Com a expulsão dos jesuítas, a aldeia foi abandonada e se presume que a povoação de Curral de Pedras se originou de sitiantes que ali se estabeleceram.
Já sob o orago de Bom Jesus dos Aflitos, serviu durante sete anos como sede da Freguesia de Nossa Senhora da Conceição do Porto da Folha.
Uma resolução de 15 de março de 1877 elevou o povoado à vila, trocando o nome para Gararu.
Em data não apurada foi elevado a distrito único e sede comarca, a qual foi extinta em 1927, situação que foi restaurada pelo decreto nº 377 de 31 de dezembro de 1943.

### Formação administrativa
Distrito criado com a denominação de Curral da Pedras, pela resolução provincial nº 1003, de 16 de abril de 1875.

Elevado à categoria de vila com a denominação de Gararu, pela lei provincial nº 1047, de 15 de março de 1877, desmembrado do município de Ilha do Ouro depois Porto da Folha. Constituído do distrito sede.

Em divisão administrativa referente ao ano de 1911, o município é constituído do distrito sede, assim permanecendo em divisão administrativa referente ao ano de 1933.

Em divisões territoriais datadas de 31 de dezembro de 1936 e 31 de dezembro de 1937, o município aparece constituído de 2 distritos: Gararu e Providência, e no quadro fixado para vigorar no período de 1939-1943, o município é constituído pelos mesmos dois distritos: Gararu e Providência.

Pelo decreto-lei estadual nº 377, de 31 de dezembro de 1943, revogado pelo decreto-lei estadual nº 533, de 7 de dezembro de 1944 o distrito de Providência passou a denominar-se Itabi.
Em divisão territorial datada de 1-VII-1950, o município é constituído de 2 distritos: Gararu e Itabi (ex-Providência).

Pela lei estadual nº 525-A, de 25-11-953, desmembra do município de Gararu o distrito de Itabi, elevado à categoria de município.

Em divisão territorial datada de 1-VII-1955, o município é constituído do distrito sede.

Pela lei estadual nº 825, de 24 de julho de 1957, são criados os distritos de Lagoa Funda e São Mateus da Palestina e anexado ao município de Gararu.
Em divisão territorial datada de 1-VII-1960, o município é constituído de 3 distritos: Gararu, Lagoa Funda e São Mateus da Palestina, assim permanecendo em divisão territorial datada de 2015.

### Alteração toponímica distrital
Curral de Pedras para Gararu alterado, pela lei provincial nº 1047, de 15 de março de 1877.

## Geografia
Localiza-se a uma latitude 09º58'03" sul e a uma longitude 37º05'00" oeste, estando a uma altitude de 16 metros.  Sua população estimada em 2004 era de 11.824 habitantes.
Possui uma área de  640,4 km².
O município é banhado pelo rio São Francisco.